# Coupe Kagame inter-club 2004
Navigation
Édition 2003 Édition 2005
La Coupe Kagame inter-club 2004 est la trentième édition de la Coupe Kagame inter-club, une compétition organisée par la CECAFA (Conseil des Associations de Football d'Afrique de l'Est et Centrale) et qui regroupe les clubs d'Afrique de l'Est s'étant illustré dans leur championnat national. 
Cette édition regroupe dix formations réparties en deux poules. Les deux premiers de chaque groupe se qualifient pour la phase finale, jouée en matchs à élimination directe.
C'est le club rwandais d'APR FC qui remporte le trophée, après avoir battu en finale les Kenyans d'Ulinzi Stars. C'est le premier titre de l'histoire du club dans la compétition.
Le Rwanda, pays hôte et l'Ouganda, nation du tenant du titre, ont le droit d'engager deux clubs alors que l'ensemble des autres membres de la CECAFA aligne un représentant. Cette édition voit l'absence de plusieurs pays, comme l'Érythrée, le Soudan ou l'Éthiopie.

## Équipes participantes
- Villa SC - Tenant du titre et champion d'Ouganda 2002-2003
- Express FC - Vice-champion d'Ouganda 2002-2003
- APR FC - Champion du Rwanda 2003
- Kiyovu Sports Association - Vice-champion du Rwanda 2003
- Simba SC - Champion de Tanzanie 2002
- Muzinga FC - Champion du Burundi 2002
- Jamhuri FC - Champion de Zanzibar 2003
- Elman FC - Champion de Somalie 2003
- AS Gendarmerie Nationale - Champion de Djibouti 2003
- Ulinzi Stars - Champion de Kenya 2003

## Compétition

### Premier tour
Groupe A :
| Rang | Équipe       | Pts | J | G | N | P | Bp | Bc | Diff |  | Résultats (▼ dom., ► ext.) |  |     |     |     |     |
| ---- | ------------ | --- | - | - | - | - | -- | -- | ---- |  | -------------------------- |  | --- | --- | --- | --- |
| 1    | APR FC       | 10  | 4 | 3 | 1 | 0 | 15 | 2  | +13  |  | APR FC                     |  | 1-1 | 4-1 | 2-0 | 8-0 |
| 2    | Ulinzi Stars | 10  | 4 | 3 | 1 | 0 | 11 | 5  | +6   |  | Ulinzi Stars               |  |     | 3-1 | 2-0 | 5-3 |
| 3    | Express FC   | 4   | 4 | 1 | 1 | 2 | 6  | 9  | -3   |  | Express FC                 |  |     |     | 1-1 | 3-1 |
| 4    | Elman FC     | 2   | 4 | 0 | 2 | 2 | 2  | 6  | -4   |  | Elman FC                   |  |     |     |     | 1-1 |
| 5    | Jamhuri FC   | 1   | 4 | 0 | 1 | 3 | 5  | 17 | -12  |  | Jamhuri FC                 |  |     |     |     |     |

Groupe B :
| Rang | Équipe                    | Pts | J | G | N | P | Bp | Bc | Diff |  | Résultats (▼ dom., ► ext.) |  |     |     |     |     |
| ---- | ------------------------- | --- | - | - | - | - | -- | -- | ---- |  | -------------------------- |  | --- | --- | --- | --- |
| 1    | Kiyovu Sports Association | 8   | 4 | 2 | 2 | 0 | 9  | 3  | +6   |  | Kiyovu Sports Association  |  | 0-0 | 1-1 | 2-1 | 6-1 |
| 2    | Simba SC                  | 8   | 4 | 2 | 2 | 0 | 8  | 2  | +6   |  | Simba SC                   |  |     | 2-1 | 1-1 | 5-0 |
| 3    | Villa SCT                 | 7   | 4 | 2 | 1 | 1 | 11 | 3  | +8   |  | Villa SCT                  |  |     |     | 2-0 | 7-0 |
| 4    | Muzinga FC                | 4   | 4 | 1 | 1 | 2 | 9  | 5  | +4   |  | Muzinga FC                 |  |     |     |     | 7-0 |
| 5    | AS Gendarmerie Nationale  | 0   | 4 | 0 | 0 | 4 | 1  | 25 | -24  |  | AS Gendarmerie Nationale   |  |     |     |     |     |

### Phase finale
|  | Demi-finales                  | Demi-finales                  | Demi-finales | Demi-finales |                               |        | Finale | Finale | Finale | Finale |
|  |                               |                               |              |              |                               |        |        |        |        |        |
|  |                               |                               |              |              |                               |        |        |        |        |        |
|  | APR FC                        | APR FC                        | 2            | 2            |                               |        |        |        |        |        |
|  | APR FC                        | APR FC                        | 2            | 2            |                               |        |        |        |        |        |
|  | Simba SC                      | Simba SC                      | 1            | 1            |                               |        |        |        |        |        |
|  | Simba SC                      | Simba SC                      | 1            | 1            | APR FC                        | APR FC | 3      | 3      |        |        |
|  |                               |                               |              |              | APR FC                        | APR FC | 3      | 3      |        |        |
|  |                               |                               | Ulinzi Stars | Ulinzi Stars | 1                             | 1      |        |        |        |        |
|  | Kiyovu Sports Association     | Kiyovu Sports Association     | Ulinzi Stars | Ulinzi Stars | 1                             | 1      | 0      | 0      |        |        |
|  | Kiyovu Sports Association     | Kiyovu Sports Association     |              |              |                               |        |        | 0      |        |        |
|  | Ulinzi Stars ap               | Ulinzi Stars ap               | 1            | 1            |                               |        |        |        |        |        |
|  | Ulinzi Stars ap               | Ulinzi Stars ap               | 1            | 1            | Match pour la troisième place |        |        |        |        |        |
|  |                               |                               |              |              |                               |        |        |        |        |        |
|  |                               |                               |              |              |                               |        |        |        |        |        |
|  | Simba SC                      | Simba SC                      | 1 (5)        | 1 (5)        |                               |        |        |        |        |        |
|  | Simba SC                      | Simba SC                      | 1 (5)        | 1 (5)        |                               |        |        |        |        |        |
|  | Kiyovu Sports Association tab | Kiyovu Sports Association tab | 1 (6)        | 1 (6)        |                               |        |        |        |        |        |
|  | Kiyovu Sports Association tab | Kiyovu Sports Association tab | 1 (6)        | 1 (6)        |                               |        |        |        |        |        |

### Finale
| 9 mai 2004 | APR FC                                | 3 - 1 | Ulinzi Stars | Stade Amahoro, Kigali                                 |                                                       |
|            | Karekezi 13e · Gatete 49e (pen.), 70e |       | Simiyu 10e   | Spectateurs : 25 000 Arbitrage : Faustin Ndayishimiye | Spectateurs : 25 000 Arbitrage : Faustin Ndayishimiye |

| Coupe Kagame inter-clubs APR FC 1er titre |